# Крузенштерн, Александр Иванович
Алекса́ндр Ива́нович Крузенште́рн (нем. Alexander Gotthard Julius von Krusenstiern) (1807—1888) — сенатор, действительный тайный советник; сын знаменитого адмирала Ивана Фёдоровича Крузенштерна.

## Биография
Родился 10 (22) августа 1807 года в Кодилле Гапсальского уезда Эстляндской губернии.
Первоначально, с 1818 года обучался в Благородном пансионе, а с 1820 года — в Царскосельском лицее, после окончания которого в 1826 году был причислен к Министерству иностранных дел; с 1829 года — камер-юнкер.
С конца 1830 года состоял при фельдмаршале графе Дибиче. В 1832 году был переведён в Варшаву в дипломатическую канцелярию князя Паскевича. С 1835 года — камергер. В 1837 году он был назначен членом Совета народного просвещения в Царстве Польском, в 1849 — представителем генеральной консистории евангелических исповеданий Царства. В 1849—1853 годах он управлял дипломатической канцелярией в Варшаве.
В 1858 году был произведён в тайные советники и назначен с 1 октября сенатором варшавских департаментов Сената.
В 1861 году он был назначен членом Государственного Совета Царства Польского и председателем комиссии внутренних дел. В 1863 году был, по прошению, переведён на службу сенатором в Санкт-Петербург.
С 1875 года он был первоприсутствующим в первом отделении третьего департамента Сената; 12 сентября 1876 года произведён в действительные тайные советники.
В 1882 году, по болезни, уволен в бессрочный отпуск; после чего жил почти безвыездно в своём имении Дойлиды (пол.) Гродненской губернии, где и скончался на 81-м году жизни, 7 (19) июня 1888 года (по другим сведениям 9 июня).
После него осталось значительное количество бумаг, содержащих частью записки, составленные им по разным вопросам администрации, частью — воспоминания об отдельных эпизодах его долгой жизни, частью переписку со многими выдающимися современниками, такими как Гумбольдтом, Тьером, Гизо и другие.
Женился в Варшаве 28 апреля 1838 года на Елизавете Фурман, дочери варшавского министра финансов Р. Ф. Фурмана. Имел трёх дочерей и одного сына.

## Награды
российские:
- Орден Святого Станислава 1-й ст. (21.04.1850)
- Орден Святой Анны 1-й ст. (14.04.1853)
- Орден Святого Владимира 2-й ст. (04.02.1856)
- Орден Белого Орла (13.06.1862)
- Бронзовая медаль «В память войны 1853—1856»
- Знак отличия беспорочной службы за XXX лет
- Знак ордена За военное достоинство 3-й ст.
- Орден Святого Александра Невского с бриллиантами (1870)

иностранные:
- Прусский Орден Святого Иоанна Иерусалимского (1840)
- Прусский Орден Красного Орла 2-й ст. (1835)
- Австрийский Орден Железной короны 2-й ст. (1850)